# Donggongon
Donggongon est une ville de Malaisie qui se trouve dans l'État du Sabah. En 2007 sa population était de 78 086 habitants.